# New Scientist
New Scientist é uma revista sobre ciência de periodicidade semanal que noticia os desenvolvimento mais recentes das áreas científica e tecnológica. Seus artigos são escritos no idioma inglês. Fundada em 1956, desde 1996 é complementada por um site Web que publica notícias diariamente. Além de cobrir eventos atuais e notícias da comunidade científica internacional, a revista freqüentemente publica artigos especulativos que abordam desde temas técnicos até filosóficos.
Embora não seja uma revista científica rigorosamente "revisada por pares", seus artigos são amplamente lidos tanto por leigos quanto por cientistas interessados em se manter atualizados sobre os avanços realizados fora de suas áreas de especialização. Muitos artigos da imprensa em geral são baseados em seu conteúdo. Além disso, a revista regularmente inclui temas relacionados ao aspecto ambiental, tais como a mudança de clima e as alterações na calota polar.
Baseada em Londres, a revista publica, além da edição britânica, edições nos Estados Unidos e na Austrália.

## História
A revista foi fundada em 1956 por Tom Margerison, Max Raison e Nicholas Harrison como The New Scientist, com o número 1 em 22 de novembro de 1956. Um artigo nas edições de 10º aniversário da revista fornece histórias sobre a fundação da revista. A revista científica britânica Science Journal, publicada de 1965 a 1971, foi fundida com a New Scientist para formar a New Scientist e a Science Journal.
Em abril de 2017, a New Scientist mudou de mãos quando o RELX Group, anteriormente conhecido como Reed Elsevier, vendeu a revista para a Kingston Acquisitions, um grupo criado por Sir Bernard Gray, Louise Rogers e Matthew O'Sullivan para adquirir a New Scientist .
Desde sua primeira edição, a New Scientist escreveu sobre as aplicações da ciência, através de sua cobertura de tecnologia. Por exemplo, a primeira edição incluiu um artigo "Where next from Calder Hall?" sobre o futuro da energia nuclear no Reino Unido, um tópico que abordou ao longo de sua história. Em 1964, havia uma seção regular "Science in British Industry" com vários itens.
Edições de New Scientist desde a edição 1 até o final de 1989 foram gratuitas para leitura on-line; edições subsequentes exigem uma assinatura.

## Editores
- Percy Cudlipp (1956-1962)
- Nigel Calder (1962–1966)
- Donald Gould (1966–1969)
- Bernard Dixon (1969–1979)
- Michael Kenward (1979-1990)
- David Dickson (1990-1992)
- Alun Anderson (1992-2000)
- Jeremy Webb (2000–2008)
- Roger Highfield (2008–2011)
- Sumit Paul-Choudhury (2011–2018)
- Emily Wilson (a partir de 2018)